# Бордигера
Бордиге́ра (итал. Bordighera [bordigeːra], лиг. A Bordighea) — город в Италии, в провинции Империя (Лигурия) на морском побережье, у франко-итальянской границы, восточнее Вентимильи.

## История
Город основан в IV веке до н. э. лигурами. С 1682 года до наполеоновского периода Бордигера была столицей небольшой республики.
В Бордигере и Сан-Ремо разворачивается действие популярного в середине XIX века любовного романа английского писателя Джованни Руффини «Доктор Антонио».
В 1884 году Клод Моне, привлечённый в Италию экзотической природой, выполнил в Бордигере серию пейзажей; один из них можно увидеть в Эрмитаже.
В 1940 г. в городе установлен памятник скончавшейся здесь королеве Маргарите Савойской (скульптор Итало Гризелли).
12 февраля 1941 года здесь прошли переговоры Муссолини с Франко, на которых глава Испании отказался вступить в войну на стороне Германии и Италии, сославшись на экономические трудности и невозможность защитить заморские территории страны от англичан.
Покровителем коммуны почитается святой Ампелий, празднование 14 мая.

## Города-побратимы
- Вильфранш-сюр-Мер, Франция, с 1956
- Неккарзульм, Германия, с 1963